# Soconusco
El Soconusco es una región histórica, cultural, económica y actualmente de manera oficial una Región económica que pertenece al estado mexicano de Chiapas. Se localiza en el extremo sur del estado, en la frontera con la República de Guatemala. Por su posición geográfica ha tenido una gran importancia en la comunicación y el comercio entre las tierras altas del centro de México y América Central. 
Después de la ruptura de la unión entre las provincias centroamericanas y México, el Soconusco fue disputado por México y Guatemala hasta que se establecieron definitivamente las fronteras entre ambos países y la provincia del Soconusco se incorporó a Chiapas. Actualmente el Soconusco es una de las quince regiones económicas de Chiapas. La ciudad más importante de la región es Tapachula de Córdova y Ordóñez.

## Toponimia
Soconusco es la castellanización del término en idioma náhuatl Xoconochco —compuesto por xococ (“agrio, amargo”) o xocotl (“fruto”) + nochtli (“nopal, tuna”) + co (“lugar”)— lo que viene a significar lugar del nopal amargo o lugar de las tunas agrias.
La denominación en náhuatl, se debe, bien al poblamiento toltécatl, bien a que la zona era tributaria del Imperio Azteca en el momento de la conquista española. Anteriormente la región era conocida con un término fonéticamente similar, era conocida como Zaklohpakab, que en mame, lengua de raíz maya-quiché, significa padres, antepasados o ancestros. Es posible que haya sido un intento de colonización cultural por parte del Imperio Azteca, dado que es una de las regiones más fértiles de Chiapas. Cabe destacar la presencia del artículo «el» en la pronunciación modernista chiapaneca de la región.

## Historia

Glifo de la palabra «Soconusco» en náhuatl.

Históricamente el Soconusco comprendió la zona al sur de la Sierra Madre de Chiapas entre el Istmo de Tehuantepec y el río Tilapa, cubriendo la totalidad de las actuales regiones del Soconusco e Istmo-Costa y partes de la región Sierra Mariscal, el estado mexicano de Oaxaca y el departamento guatemalteco de San Marcos. En épocas precolombinas este territorio fue ocupado por pueblos mixezoqueanos (véase idioma tapachulteco, mayenses y toltecas. Todos estos fueron finalmente conquistados y sometidos por pueblos nahuas volviéndose un territorio tributario del Imperio Azteca hacia el final de periodo posclásico.
Tras la conquista española, la región bajo la figura de Gobernación del Soconusco, formó parte de la intendencia de Ciudad Real de Chiapas dentro de la Capitanía de Guatemala, resaltando por su importancia económica y de tránsito entre la capitanía y el virreinato de Nueva España. Al consumarse la independencia de México, la capitanía se ve anexada al Imperio Mexicano, una vez este cae, el partido del Soconusco junto a los otros partidos chiapanecos firman el Plan de Chiapas Libre, en el que se segregan temporalmente tanto de la República Mexicana como de Centroamérica, tras la anexión de Chiapas a México, la república de Centroamérica y más tarde Guatemala reclama y ocupa el Soconusco dividiendo Chiapas en dos hasta el año de 1882 cuando se firma el Tratado Herrera-Mariscal poniendo fin a las reclamaciones guatemaltecas y reuniendo a Soconusco y el resto de Chiapas en una sola entidad.

## Ubicación y límites
La región de Soconusco se localiza en los 15°19’ N de latitud y los 92°44’ W de longitud, cubriendo 5475 km² (el 7,2 % del territorio del estado de Chiapas).
El Soconusco es la región extremo sudeste del Estado mexicano de Chiapas, comprendida entre la Sierra Madre de Chiapas al norte y el océano Pacífico al sur, limita al este con la República de Guatemala. En Chiapas, limita con los municipios de Siltepec y Motozintla de la Región Sierra Mariscal al norte y Mapastepec en la Región Istmo-Costa al noroeste.
| Noroeste: Istmo-Costa     | Norte: Sierra Mariscal | Nordeste: República de Guatemala |
| Oeste: Istmo-Costa        |                        | Este: República de Guatemala     |
| Suroeste: Océano Pacífico | Sur: Océano Pacífico   | Sureste: República de Guatemala  |

Anteriormente el Soconusco estaba integrado por toda la franja costera que hoy tiene el Estado de Chiapas así como una parte de la Sierra Madre. Con la creación de las primeras 9 regiones socioeconómicas del Estado de Chiapas, el Soconusco después de haber estado integrado por 27 municipios[cita requerida] pasó a estar constituido por los 18 municipios, y en 2011 apelando a una regionalización más exacta a las relaciones culturales y económicas de estado, el Soconusco se redujo a los 15 que actualmente lo integran. A día de hoy los municipios pertenecientes al Soconusco son:

Mapa de la región actual del Soconusco, marcando localización de las cabeceras municipales y la capital regional.

- Acacoyagua
- Acapetahua
- Cacahoatán
- Escuintla
- Frontera Hidalgo
- Huehuetán
- Huixtla
- Mazatán
- Metapa
- Villa Comaltitlán
- Suchiate
- Tapachula
- Tuxtla Chico
- Tuzantán
- Unión Juárez

Fuente: Gobierno de Chiapas.

## Descripción geográfica

### Geología y edafología
El territorio entre la Sierra Madre de Chiapas y el Océano Pacífico presenta suelos de tipo:
- Litosol,
- Acrisol,
- Regosol,
- Solonchak,
- Andosol,
- Luvisol,
- Nitosol y
- Cambisol

Hay presencia de rocas sedimentarias y aporte de aluvión a la cuenca.
La humedad que contiene el terreno alcanza máximos en la zona del volcán Tacaná, lo que hace que la mayoría del Soconusco sea verde todo el año. No hay que olvidar que es el punto más meridional con el que cuenta México en cuanto a sus regiones a lo largo y ancho del país.

### Orografía
La morfología del Soconusco es variada, ya que está dividida en tres franjas:
- El altiplano de la Sierra,
- Las faldas de la Sierra y
- La planicie costera.

### El volcán de Tacaná
La Sierra Madre de Chiapas entra en el Soconusco por la zona de Unión Juárez, donde se halla el volcán de Tacaná, punto más elevado (4064 m s. n. m.) e hito de trazado de la frontera con Guatemala. Pertenece al sistema volcánico de América Central. Su nombre deriva del mame Ta-kah-ná (ta = adentro; kah = fuego; najbil = casa; esto es: “guarida o casa del fuego”).
Se localiza en las coordenadas geográficas 15º 07' 27" N de latitud y 92º 06' 29" O de longitud. Está formado por rocas de arenisca (metamorfismo de contacto), margas, marmolea, arcilla de mica, cuarzo, caliza cristalizada, andesita y pómez. La base es de rocas cristalinas. Aunque hay constancia histórica de erupciones, (1855, 1878 y 1949-1950), está habitado hasta los 2500 m de altitud.

### Hidrografía
Los principales recursos hídricos del Soconusco son:
- De tipo léntico: lagunas de Buenavista, Zacapualco, La Joya, El Viejo, Panzacola y Tembladeras. Pantanos salobres (40 000 ha. aproximadamente) y de agua dulce (100 000 ha.).
- De tipo lótico: ríos Suchiate, Cahuatán, Coatán, Huixtla, Huehuetán, Cavo Ancho, Cintalapa, Doña María, Cacaluta, Sesecapa, San Nicolás, Bobo, Coapa, Pijijiapán, Nancinapa, Higuerilla, Mosquitos, Patos, Jesús, Parral, Chachalaca y Amates.

## Clima

### Características generales
Presencia de climas variados:
- Frío de montaña a partir de los 1800–3000 m de altura, en la Sierra
- Templado húmedo y semicálido húmedo en las faldas de la Sierra, de unos 18-20 km de anchura, donde se hallan las plantaciones de cafetos.
- Cálido húmedo y cálido subhúmedo en la faja costera, de unos 25 km de anchura.

### Temperaturas
La media anual está entre 16-30 °C
Los registros zonales, de noroeste a sureste (máximo de temperaturas), señalan:
- Unión Juárez 20 °C
- Cacahoatán de 24 a 38 °C
- Mazatán de 29 a 32 °C
- Tapachula de 32 a 39 °C
- Tuxtla Chico de 31 a 38 °C
- Escuintla de 36 a 39 °Cnbsp;°C
- Tonalá de 36 a 44 °C
- Arriaga de 44 a 47 °C

### Precipitaciones
Régimen de lluvias abundantes en los seis meses centrales del año (verano), que se alargan en la zona templada:
Durante la temporada de lluvias sobrevienen perturbaciones atmosféricas con fuertes tempestades y chubascos y frecuentes temporales de varios días en los que no aparece el sol, principalmente desde septiembre hasta octubre:
El total anual de precipitaciones es entre 1200–4500 mm. La distribución de precipitaciones, de noroeste (zona de máximos) a sureste es:
- Zona de Escuintla: 3839 mm de precipitación, con un promedio de 149 días de lluvia al año
- Zona de Tapachula hasta Huixtla: 2433 mm de precipitación, con un promedio de 178 días de lluvia
- Zona de Chicharras:, 4963 mm de precipitación, con un promedio de 208 días de lluvia al año (es la parte central de la comarca cafetalera)
- Zona de Tacaná-Unión Juárez Cacahoatán: 3359 mm de precipitación, con un promedio de 183 días de lluvia al año

### Vegetación y biodiversidad
Debido a su historia geológica, topografía y amplitud de su planicie costera, el Soconusco presenta una alta variedad de ecosistemas y tipos de vegetación definidos por el gradiente altitudinal. La distancia de la línea de costa hasta la Sierra Madre de Chiapas presenta una amplitud de hasta 40 kilómetros en el Soconusco, en donde se desarrollan densos bosques de manglar y selvas inundables de Pachira aquatica, bordeando los estuarios, pantanos y ríos. Entre los 40 y 900 m s. n. m. se desarrolla el bosque tropical húmedo, con especies como Terminalia amazonia, Bursera simaruba, Ficus crassiuscula, Sapium macrocarpum. Entre los 800 y los 1200 m s. n. m. se encuentra el bosque mesófilo de montaña, también llamado nubliselva o selva de niebla, caracterizado por su elevada humedad y neblinas constantes que cubren la vegetación. Se trata de una vegetación interesante con especies relictuales de bosques templados, como el Liquidambar styraciflua, helechos arborescentes y otros árboles propios de la selva tropical. Por encima de los 1200 m s. n. m. se desarrollan bosque de pino y encino.
En sus diferentes ecosistemas, habitan especies importantes de interés para la conservación, tales como la tortuga golfina, el caimán, el cocodrilo de río, el quetzal, el pavón, el mono araña, el mono saraguato, el tapir y el jaguar. Debido a su intensa dinámica socioeconómica, el Soconusco es una de las regiones más devastadas, con elevadas tasas de deforestación y con severos problemas que han aumentado su vulnerabilidad ante el efecto del cambio climático. Parte de su vegetación primaria y ecosistemas originales se resguarda en áreas naturales protegidas federales y estatales, tales como la Reserva de la biósfera La Encrucijada, la Reserva de la Biosfera El Triunfo, la Reserva de la biósfera Volcán Tacaná, entre otras.

## Demografía
La población registrada en el censo del año 2005 es de 677 017 habitantes.
En el momento de la llegada de los españoles a principio del siglo XVI, se calculan para el Soconusco 80 000 habitantes en 1519 y 60 000 en 1524.
Los problemas de aclimatación de los españoles y la muerte y huida de los indígenas, sometidos a trabajo forzoso, pago de tributos y asentamientos obligatorios en reducciones, provocaron la despoblación, pese a la riqueza que poseía la zona, principalmente basada en la exportación de cacao a través de San Benito.
La reducción de población indígena se calcula, desde el momento de la conquista en un 90 %), lo que llevó a procedimientos extraordinarios, como la Real Cédula de 1585 que dispuso que los indios que quisieran asentarse en el Soconusco lo podrían hacer sin pagar tributo durante un año.
Sin embargo, para 1650, la población se estima en 12 000, y en el cambio de siglo (c. 1700), la población indígena de Soconusco alcanzó un mínimo de 2700 habitantes.
Para el siglo XVIII Soconusco está en crisis, y así en 1736, la población tributaria se limita a unas 1100 personas.
En 1788 la Gobernación había decaído hasta 8901 habitantes agrupados en cinco curatos.
El repunte se inicia en el primer cuarto del XIX: se pasa de cinco curatos a 14 pueblos con 15 415 habitantes en 1821.

## Evolución económica
Las actividades económicas más destacadas son el turismo nacional e internacional, y en el ramo agropecuario la producción de café, miel y azúcar de caña. Destaca también la producción artesanal como la elaboración de joyas a base de ámbar, los trabajos en madera y barro, la laca y la talabartería tradicional. Al Soconusco se le conoce como la zona VIII integrada por 16 municipios con el principal centro de actividad económica del estado, en Tapachula de Córdova y Ordóñez.

### Economía precolombina
Desde los iniciales aprovechamientos de las primeras poblaciones cazadoras-recolectoras (pueblo Mokaya), se pasó a la explotación agrícola de maíz, frijol, mandioca o yuca y chiles. En estos primeros momentos, el cacao es conocido en su forma silvestre.
En el período Formativo Temprano (800 a. C.-200 a. C.), el Soconusco ya es un importante productor de cacao, semilla muy apreciada en toda Mesoamérica, de ahí que la costa de Chiapas fuera un importante corredor comercial además de ser el camino, más viable entre el Norte de Mesoamérica y los territorios centroamericanos. También se introduce el algodón.

### Siglos XVI-XVII
Durante la época colonial los principales productos de exportación fueron la cochinilla, algodón, azúcar y, sobre todo, el cacao y la platería.
Sin embargo, la pérdida de población indígena (en 1736 sólo quedan 1100 indios tributarios), hará cambiar las bases de la economía del Soconusco.
Desde finales del siglo XVII, en esta zona, se favoreció también la ganadería. Es así como el ganado en pie y las pieles se volvieron después los artículos de exportación más importantes, tanto más que para 1774 ya no existía mano de obra indígena suficiente para explotar el cacao.
Esta situación se modificó al finalizar el siglo XIX, siendo el café el principal producto de exportación.

### sigloXIXyXX
A principios del siglo XIX, coincidiendo con los estertores de la Colonia, la situación económica del Soconusco (y de toda Chiapas) era catastrófica:

"... el afamado Soconusco con otras 25 de aquel partido, no haya quedado más que la triste memoria de haber existido, sin hacer méritos de otros muchos más, que están ya para experimentar igual desolación..."
Mariano Robles Domínguez, diputado de la Provincia de Guatemala, Intervención antes la Cortes de Cádiz, 1813

Por ello, pedía socorros para Comitán, Tuxtla, Tonalá, Tapachula y Palenque y la apertura al libre comercio de los puertos de Tapachula y Tonalá. El 29 de octubre de 1813 las Cortes de Cádiz expiden el decreto que concede el título de Ciudad de Santa María a Comitán, y fueron elevadas a la categoría de villa a Tuxtla, Tapachula, Tonalá y Palenque; y la apertura de los puertos aunque con limitaciones, ya que únicamente era por diez años y sólo para el comercio entre Guatemala, Nueva España y Perú).

#### Estabilización y desarrollo
Hay que esperar a mediados del siglo XIX para que cierta estabilización de la región, después de su integración en México, permita el despegue económico, basada en el Sistema de Plantación.

#### Economía cafetera
Aunque hacia 1820 ya se detecta la presencia de cafetales en el Soconusco, aún habrá que esperar hasta 1846 para que el italiano Jerónimo Manchinelli introduzca el sistema de plantación para explotar el cultivo del café. La primera gran expansión de los cafetales en Soconusco data de la década de 1880, como consecuencia de las Leyes de Reforma del Porfiriato que privilegió la presencia de capitales internacionales en la agricultura con el deslinde de los baldíos y su venta a particulares, habiéndose consolidado para 1898 el nuevo sistema de plantaciones, principalmente de capital alemán. La Compañía Louis Huller deslindó 287 950 ha. que vendió en un 80 % a alemanes (incluso contraviniendo la cláusula de nacionalidad que daba derecho preferente a los mexicanos, política apoyada incluso por la Secretaría de Relaciones Exteriores, que en 1891 pidió mayores facilidades para los alemanes.
Todo ello reanimó la economía del Soconusco al tiempo que atraía inmigración desde Guatemala tanto voluntaria como forzada (una de las medidas que adoptó el Gobierno del Estado fue la de castigar a los indígenas rebeldes de Los Altos que habían participado en la Guerra de Castas enviándolos a las plantaciones de café). Otras acciones fueron los tratos con los alteños de Guatemala para la cesión de poblaciones mayas, a los que se retenía mediante el endeudamiento. Asimismo, se reclutaron culís chinos.
Como efecto colateral, cabe señalar que las características que necesita el cafeto han permitido conservar gran parte de la selva alta original constituida por árboles del género inga (como los cuajinicuiles).

#### Economía cauchera
Además de las plantaciones de café, también se desarrolló el sector cauchero, con predominio de capitales británicos y estadounidenses. La principal compañía fue la estadounidense Zacualpa 'Rubber Plantation ubicada en Comaltitián.
Sin embargo, después de varios años de auge, la producción de caucho se desplomó por el incremento de la producción en Oceanía, la competencia en Estados Unidos e Inglaterra por dominar el mercado mundial y por la sustitución por hidrocarburos en la fabricación de hule.

#### Economía algodonera
A mediados del siglo XX se introduce el cultivo del algodón, que después de un período de auge en la década siguiente entró en decadencia en la década de 1980, no sin haber creado problemas ecológicos por la contaminación derivada del uso de pesticidas y plaguicidas.

#### Economía bananera
En el primer tercio del siglo XX, las plantaciones caucheras fueron progresivamente sustituidas por las de plátano que empieza a exportarse masivamente hacia los Estados Unidos a partir de 1930, constituyéndose en otro producto importante para la economía local.
La decadencia del sector bananero arranca en 1945, cuando el cultivo sufre la plaga del "mal de Panamá", agravado por una fuerte temporada de ciclones y por la fuerte movilización agraria laboral.

### Situación económica en elsigloXXI
En el siglo XXI, el Soconusco es una de las bases de la cafeticultura mexicana, pero la economía de la región cuenta con un panorama diversificado:
- Agricultura de café, cacao, soya, sorgo, plátano, fríjol, maíz, cítricos, sandía, mango, papaya, tamarindo, anacardo y caña de azúcar, etc.
- Silvicultura de palma de shate y maderas.
- Ganadería de bovino, porcino y lanar.
- Pesquerías de mariscos y cíclidos.

Además de petróleo y turismo.

## Infraestructura
A Porfirio Díaz no le tembló la mano para colocar infraestructura en la zona más tropical de México y vio que el Soconusco era una zona importante de producción y así en 1883 se mejoraron las instalaciones del puerto de San Benito para embarcar el café con destino a Hamburgo y a Nueva York. En 1908 se inauguró el Ferrocarril Panamericano que unió la región con Tehuantepec y Coatzacoalcos.
A principios del siglo XX, entre los elementos de infraestructura productiva están:
- Ferrocarril del Pacífico
- Autopista Costera
- Aeropuerto Internacional de Tapachula
- Puerto Chiapas
- Ingenio azucarero de Huixtla
- Aduana de Ciudad Hidalgo

## Política
Soconusco fue una región disputada por las repúblicas de México y Guatemala desde la disolución del primer Imperio Mexicano.
Por esto no es hasta 1882 que se firma el tratado de límites fronterizos entre México y Guatemala, donde esta última reconoce que la mayoría del territorio del Soconusco le pertenece a México, recibiendo en contra-prestación la mayoría del territorio del Petén, el cual a esa fecha se encontraba en manos de los mayas Cruzoob, que venían peleando con el gobierno mexicano en la Guerra de Castas desde 1840.
Se dan movimientos secesionista en la región, ya sea a favor de una independencia total o una reintegración total a Guatemala, los cuales no llegan muy lejos por varios motivos políticos y económicos. En la actualidad entre las razones de los deseos independentistas del Soconusco destaca la prosperidad económica de la región (región con el PIB más alto de Chiapas), lo que, hasta la fecha, sigue siendo un fuerte argumento no tanto para independizarse como nación, sino hoy en día más bien para formar un estado aparte dentro de la república mexicana.
Sin embargo, las transferencias de recursos realizadas a través del reforzamiento de las participaciones a estados y municipios (Ramo 33 del presupuesto de egresos de la federación), así como una creciente integración a la vida del resto de Chiapas, han convertido ese deseo independentista en algo más bien simbólico. Es importante destacar el rezago que tiene en comparación con la capital ya que desde 1980 eran poblaciones similares sin embargo a la fecha se ha rezagado en actividad económica, infraestructura, turística y en proyectos de inversión.